# Фельдман, Владимир Исаевич
Владимир Исаевич Фельдман — российский химик, доктор химических наук, профессор.

## Биография
Родился в 1957 году, окончил Химический факультет МГУ им. М. В. Ломоносова в 1979 году и аспирантуру Химического факультета МГУ по специальности «радиационная химия» в 1982 году.
Заведующий Лабораторией радиационной химии МГУ им. М. В. Ломоносова, одновременно — заведующий Лабораторией радиационного модифицирования полимеров ИСПМ им. Н. С. Ениколопова РАН и заведующий Лабораторией радиационной и физической модификации полимеров НИФХИ им. Л. Я. Карпова.

## Степени и звания
- кандидат химических наук (Химический факультет МГУ им. М. В. Ломоносова, 1984);
- доктор химических наук (НИФХИ им. Л. Я. Карпова, 1994);
- старший научный сотрудник (1992); профессор (2001).

## Опыт работы
- Научно-исследовательский физико-химический институт им. Л. Я. Карпова (НИФХИ): младший научный сотрудник (1983—1986); научный сотрудник (1986—1988); старший научный сотрудник (1988—1994); ведущий научный сотрудник (1994—1995); заведующий лабораторией (1995 — настоящее время).
- Институт синтетических полимерных материалов им. Н. С. Ениколопова РАН: заведующий лабораторией радиационного модифицирования полимеров (1998 — настоящее время).
- Химический факультет МГУ им. М. В. Ломоносова: заведующий лабораторией радиационной химии (2001 — настоящее время).

## Педагогическая деятельность
Курс лекций «Физико-химические методы модифицирования полимеров» для студентов Московского физико-технического института (1999—2000); полный трехсеместровый спецкурс «Радиационная химия» для студентов Химического факультета МГУ (с 2001 года); руководство дипломными и аспирантскими работами.

## Основные области научной работы
Радиационная химия и радиационное модифицирование органических и полимерных систем; спектроскопия ЭПР; молекулярная спектроскопия; кинетика радикальных реакций в твердом теле и полимерах; химия низких температур; матричная изоляция.

## Основные научные интересы в настоящее время
Селективные и «дальнодействующие» эффекты в радиационной химии твердых молекулярных систем; особенности радиационно-химических эффектов в микро- и наногетерогенных полимерных системах; структура и реакционная способность органических катион-радикалов; механизм образования, строение и свойства новых соединений инертных газов.

## Участие в научных проектах в настоящее время
1. Перенос «дырки», релаксация и химические реакции ионизированных органических молекул в твердой фазе: матричная изоляция для радиационной химии. (РФФИ, 03-03-32717, руководитель).
2. «Radiation-induced radical cations: from basic studies to prospective applications» (INTAS 2000—0093, руководитель группы).
3. «Фундаментальные основы селективности радиационно-химических эффектов в органических и полимерных системах» (проект программы ОХНМ РАН, руководитель).
4. «Новые необычные химические соединения инертных газов: механизм образования, структура и свойства» (проект программы ОХНМ РАН, руководитель).
5. «Novel Rare Gas Compounds: Structure, Mechanism of Formation and Reactions» (проект в рамках программы сотрудничества РАН и Академии Финляндии, соруководитель с российской стороны).

## Публикации
Более 150 работ, в том числе более 90 статей в российских и международных журналах. Почетный работник науки и высоких технологий Российской Федерации в 2021 году.

### Обзоры и ключевые публикации за последние годы
1. В. И. Фельдман. Основы селективности радиационно-химических процессов в полимерных системах (обзор). // Российский хим. журнал. 1996. 40. номер 6. С. 90—97.
2. V. I. Feldman. Structure and properties of hydrocarbon radical cations in low-temperature matrices as studied by a combination of EPR and IR spectroscopy (обзор).  // Acta Chem. Scand., 1997. 51. no.2. pp. 181—192.
3. В. И. Фельдман. Молекулярные механизмы селективных эффектов в радиационной химии органических и полимерных систем (обзор).  // Вестн. Моск. Ун-та. Сер. 2. Химия. 2001. 42, номер 3. C. 294—304.
4. V. I. Feldman. Selective localization of primary radiation-chemical events in solid aliphatic hydrocarbons and related polymers as evidenced by ESR.  // Appl. Radiat. Isot. 1996, 47, No. l1/12. pp. 1497—1501.
5. V. I. Feldman. Radiation-induced transformations of isolated organic molecules in solid rare gas matrices.  // Radiat. Phys. Chem., 1999, 55. No. 5—6. pp. 565.571.
6. В. И. Фельдман, М. Я. Мельников. «Матричные эффекты» в реакциях органических катион-радикалов в основном и возбуждённом состоянии в твёрдой фазе.  // Химия высоких энергий. 2000. 34. номер 4. С. 279—288.
7. V. I. Feldman, F. F. Sukhov, A. Yu. Orlov, N. A. Shmakova. Effect of Matrix Electronic Characteristics on Trapping and Degradation of Organic Radical Cations in Solid Rare Gases: A Case Study of Methylal Radical Cation.  // J. Phys. Chem. A, 2000, 104, No. 16, pp. 3792—3799.
8. V. I. Feldman, F. F. Sukhov, A. Yu. Orlov, I. V. Tyulpina. Stabilisation and reactions of aliphatic radical cations produced by fast electron irradiation in solid argon matrices.  // Phys. Chem. Chem. Phys., 2003, 5, pp. 1769—1774.
9. V. I. Feldman, F. F. Sukhov, A. Yu. Orlov, I. V. Tyulpina. Experimental Evidence for the Formation of HXeCCH: The First Hydrocarbon with an Inserted Rare-Gas Atom.  // J. Am. Chem. Soc., 2003, 125, pp. 4698—4699.
10. V. Feldman. Organic radical cations and neutral radicals produced by radiation in low-temperature matrices. In: EPR in Solids. Trends in Methods and Applications. Ed. By A. Lund and M. Shiotani. Kluwer Acad. Publ., Dordrecht, 2003 (in press).
11. Mariia A.Lukianova, Vladimir I.Feldman Direct evidence for a single-step radiation-induced assembling of benzene ring from acetylene trimer at cryogenic temperatures